# Islamkritik
Islamkritik auf politischer, ethischer, philosophischer, wissenschaftlicher oder theologischer Grundlage gibt es seit der Gründungszeit des Islam im 7. Jahrhundert. Sie stellt eine Religionskritik dar und wird an Grundlagen, an kulturellen Traditionen und sozialen Normen des Islams geübt. Islamkritik als sachlich geübte Religionskritik wird terminologisch von Kritik im Sinne einer Islam- bzw. Muslimfeindlichkeit abgegrenzt, jedoch wird diese Unterscheidung häufig nicht getroffen.
Frühe Kritiken am Islam wurden von Christen einige Jahrzehnte nach dem Auftreten Mohammeds geschrieben. Dabei betrachteten viele den Islam als eine christliche Irrlehre (Häresie). Später erschienen auch Kritiken aus der muslimischen Welt selbst, von jüdischen Autoren und von Vertretern verschiedener christlicher Kirchen. In der aktuellen Islamkritik ist eine herkunftsmäßige wie auch thematische Vielfalt zu verzeichnen.
Gegenstände der Kritik umfassen islamische Reaktionen auf Kritik, Stellungnahmen gegenüber Häresie bzw. Verdacht auf Häresie sowie die Behandlung von Apostasie im islamischen Recht.
Andere Kritiken problematisieren die Frage der Menschenrechte in islamischen Ländern der Moderne, die Stellung der Frau im islamischen Gesetz und in der Rechtspraxis (siehe auch Islamischer Feminismus).
Zu Beginn des 21. Jahrhunderts wurde insbesondere die Rolle des Islams bei der Integration muslimischer Migranten in die Gesellschaften des Westens Gegenstand kritischer Analysen.

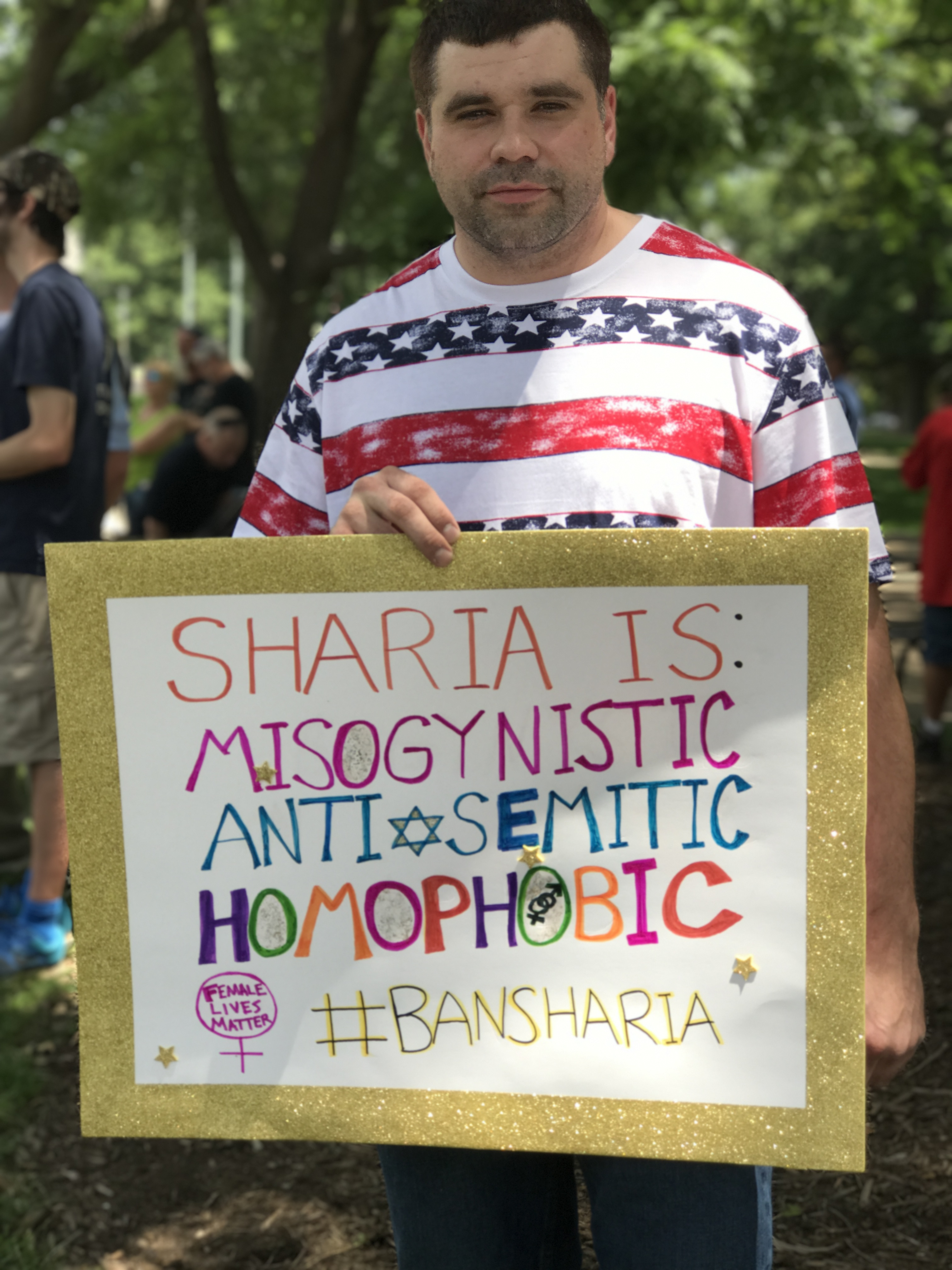
Beispiel für Islamkritik: Auf einem Protestplakat für das „Verbot der Scharia“ wird diese als misogyn, antisemitisch und homophob bezeichnet (Raleigh/USA), 2017

## Islamkritik aus den Religionen

### Christliche Apologetik
Siehe auch: Die Darstellung Mohammeds im mittelalterlichen und neuzeitlichen Europa
Der Islam wurde bereits im 7. Jahrhundert in christlichen Quellen erwähnt. Zu den ältesten und einflussreichsten Streitern gegen den Islam gehört der Theologe und Kirchenvater Johannes von Damaskus († 749). Im zweiten Kapitel seines Buches Die Quelle der Weisheit (griechisch Pege gnoseos) mit dem Titel Über die Häresien wird „der bis jetzt herrschende Glaube der Ismaeliten […] als Vorläufer des Antichristen“ dargestellt, ohne dass dabei der Islam namentlich genannt wird. Im Buch der Häresien heißt es weiter, die Ismaeliten seien bis zur Zeit des Kaisers Herakleios Götzendiener gewesen und dann von einem falschen Propheten „Mamed“ in die Irre geführt worden, der seinerseits von einem häretischen Mönch beeinflusst gewesen sei. Bei diesem Mönch handelt es sich um den mit Legenden ausgeschmückten Bahira, der teils als Nestorianer, teils als Arianer geschildert wird.
Kaiser Manuel II. Palaiologos (1350–1425), dessen Reich unter dem Ansturm der Osmanen stark geschrumpft war und kurz vor dem Untergang stand, lehnte in seinem Dialoge mit einem persischen Gelehrten den Einsatz von Gewalt für die Glaubenssache als unvernünftig ab. Der Disput aus insgesamt 26 polemischen und apologetischen Dialogen soll das Christentum rechtfertigen wie dem Häretiker den wahren Glauben vorstellen.
Die biblische Prophezeiung an Hagar (Gen 16,12  und Gen 21,13 ), der im 1. Buch Moses eine zahlreiche, jedoch wilde und kriegerische Nachkommenschaft vorausgesagt wird, wurde schon von Isidor von Sevilla und Beda Venerabilis in ihrer Polemik gegen Mohammed zu einer negativen Darstellung der Araber und Sarazenen verwendet: Als Abkömmling eines primitiven, barbarischen Volkes, das weder Gesetz noch Regierung gekannt und überdies einen zügellosen Polytheismus praktiziert habe, könne er keineswegs zum Prophetentum bestimmt gewesen sein. Sein Analphabetismus, der in der islamischen Tradition als gültiges Argument für den göttlichen Ursprung der koranischen Offenbarungen herangezogen wurde, diente im Westen, wo er seit etwa 1100 bekannt war, der entgegengesetzten Argumentation: Mohammed müsse als Mann von einfacher Herkunft und zudem Analphabet, umgeben von Götzendienern, ein leichtes Opfer für Betrügereien gewesen sein. Ergänzend dazu kamen die verschiedenen Versionen seiner Beziehungen mit religiös inspirierten Männern, die ihm in seiner unwissenden Naivität häretische christliche und jüdische Lehren als wahre Religion vermittelt hätten – ein Motiv, das dem Westen schon von Johannes Damascenus vermittelt worden war. Die Theorie, wonach Mohammed von zweifelhaften Personen verführt worden sei, war in gelehrten Kreisen des europäischen Mittelalters vorherrschend. Sie sahen demnach den Islam als eine christliche Häresie, während die Darstellung von Mohammed als Teil eines polytheistischen islamischen Pantheons ein immer wiederkehrendes Thema der „volkstümlichen“ mittelalterlichen Darstellung Mohammeds in Europa war. In diesem Zusammenhang wurde auch die These aufgestellt, Mohammed wäre in Wirklichkeit ein christlicher Priester oder sogar Kardinal, der aus Gründen des Ehrgeizes vom Christentum abgefallen sei und durch Gründung einer neuen Sekte seine Ziele verwirklicht habe.
Weltweites Aufsehen und zum Teil militante Proteste von Muslimen rief das Papstzitat von Regensburg hervor, als Papst Benedikt XVI. am 12. September 2006 in einer Vorlesung an der Universität Regensburg zur Rolle der Gewalt im Islam folgende fundamentale Islamkritik des oben erwähnten Kaisers Manuel II. zitierte: „Zeig mir doch, was Mohammed Neues gebracht hat, und da wirst du nur Schlechtes und Inhumanes finden wie dies, daß er vorgeschrieben hat, den Glauben, den er predigte, durch das Schwert zu verbreiten.“ Von Seiten des Heiligen Stuhls wurde als Reaktion auf die Kritik und Proteste betont, dass Benedikt XVI. sich das Zitat von Manuel II. nicht zu eigen machen wollte, sondern auf den wesentlichen Zusammenhang zwischen Glaube und Vernunft hinführen wollte und Ehrfurcht gegenüber dem Koran empfindet.
In der christlichen Apologetik werden islamische Glaubenswahrheiten kritisiert, etwa die Sündenlehre und die Stellung Jesu Christi als Prophet. Kritisiert werden auch islamische Polemiken gegen das Christentum.

### Kritik aus dem Islam

#### Historische Kritik
Seit der Entstehung des Islams gab es bis zum Ende des abbasidischen Kalifats (ca. 750–1258) immer wieder islamische Gelehrte und Gelehrtenschulen, die – oft in der Auseinandersetzung mit der klassischen griechischen Philosophie – im Sinne einer innerislamischen „Aufklärung“ Kritik an der Orthodoxie bzw. der dogmatischen Koranexegese betrieben und versuchten, die Aussagen des Koran aus ihrer Position als wissenschaftlich anerkannte Autoritäten teils zu hinterfragen, teils rational zu begründen. Hierzu zählen u. a.
- der Perser Ibn al-Muqaffa' (729–756), der befand, das Gesetz müsse dem religiösen Bereich entzogen und politisch kontrolliert werden;
- die rationale Glaubensströmung der Muʿtazila in Bagdad (bis etwa Ende des 9. Jh.) lehrte die „Erschaffenheit des Koran“ und konnte diesen und alle anderen religiösen Quellentexte des Islams somit kritisch betrachten. Statt der Imitation zogen sie den logischen Schluss vor;
- al-Warraq, der Widersprüche und Ungereimtheiten im Koran im Lichte seines Vernunftbegriffes kritisierte.[15]

Vor allem die schiitische Theologie trug in Auseinandersetzung mit philosophischen Positionen zu einer rationalen Koranauslegung bei. Die Zwölfer-Schia weist der menschlichen Vernunft ( 'aql ) in Glaubensdingen, bei der Auslegung des Koran und in der Rechtsfindung eine wichtige Rolle zu.
Auch in Ägypten entwickelten sich im 19. Jahrhundert mit der Nahda-Bewegung die Kritik an der religiösen Legitimation des Kalifats und die Forderung nach Trennung von Religion und Politik, die von ʿAlī ʿAbd ar-Rāziq in den 1920er Jahren am radikalsten formuliert wurde.

#### Moderne Kritik
Liberale Bewegungen im Islam beziehen sich auf viele dieser frühen muslimischen „Aufklärer“, die die Gleichberechtigung von Glauben und Vernunft betonen, so z. B. die kanadische Feministin Irshad Manji oder der türkische Theologe Yaşar Nuri Öztürk.
In der Türkei argumentierte der promovierte islamische Philosoph und Theologe Yaşar Nuri Öztürk seit vielen Jahren gegen „verzerrte Auslegungen“ des Koran. Öztürk, der in der türkischen und deutschen Presse als „Türken-Luther“ bezeichnet wurde, sah sich selbst als orthodoxen Muslim, der den Islam in seiner reinen, ursprünglichen Form rekonstruieren will. Er unterschied zwischen einem kulturell geprägten „Islam der Traditionen“ und einem „wahren Islam“, der sich an der Überlieferung des Korans festmachen ließe. Ausdrücklich befürwortete Öztürk vernunftgeleitete Kritik. Aktuelle Entwicklungen in der islamischen Welt kritisierte er als „Degenerationserscheinungen im Islam“. Er wendete sich auch gegen die Geschlechtertrennung in Schulen und Sport, gegen die Todesstrafe für vom Glauben abgefallene Muslime und gegen fundamentalistische Muslime, „die sich gottgefällig wähnen, weil sie Schweinefleisch und Alkohol meiden, während sie ungerührt ihre Frauen versklaven“. Der Theologe war in seiner türkischen Heimat durch regelmäßige Fernsehauftritte und Zeitungskolumnen bekannt.
Der muslimische Politikwissenschaftler Bassam Tibi prägte 1992 den Begriff „Euro-Islam“ und fordert, die Prinzipien des Islams mit den Werten der europäischen Kultur und Aufklärung zu vereinbaren. Tibi verlangt vom Islam die endgültige Abkehr von der Scharia und vom Dschihad. In einem Gastbeitrag für die Tageszeitung Die Welt gab er unter dem Titel „Europa droht eine Islamisierung“ zu bedenken, dass nicht nur Islamisten, sondern auch orthodoxe Muslime „von einem islamischen, von der Scharia beherrschten Europa“ träumen und dies durch Migration und damit verbundenen demographischen Wandel erreichen wollen. Er bezieht sich in diesem Zusammenhang auf die Ermordung Pim Fortuyns und betont, dass dieser als homosexueller Soziologieprofessor und ehemaliger Marxist kein rechtsradikaler Islamhasser gewesen sei, sondern sich aufgrund mancher Aussagen des damaligen Imams von Rotterdam bedroht gefühlt habe. Zur Bestätigung führt er an, dass in dessen Partei Lijst Pim Fortuyn (LPF) auch mehrere Menschen muslimischen Glaubens waren, die für einen toleranten, weltoffenen Islam eintreten wollten und für „die Verteidigung des Rechts, dass jeder Mensch für sich und sein Verhalten entscheiden darf“, was jedoch „dem Islam sehr fremd“ sei. In einem 2004 publizierten Gastbeitrag unter dem Titel „Grenzen der Toleranz“ bezieht er sich auf Prognosen, wonach Europa Ende des 21. Jahrhunderts islamisch dominiert sei, gibt aber zu bedenken, dass für ihn als islamischer Migrant nicht das Problem sei, ob die Mehrheit der Europäer islamisch sein wird, sondern eher, welche Art von Islam dies sein wird. Der „Scharia-Islam“ oder der „Euro-Islam“. Er fasst dies in der Aussage zusammen: „Entweder wird der Islam europäisiert, oder Europa wird islamisiert.“ In diesem Zusammenhang warnt er vor radikalen Muslimen, die gezielt die säkular-rechtsstaatliche Grundordnung einsetzen, um sie abzuschaffen und die Scharia durchzusetzen. In Anlehnung an Karl Popper fordert er „es gehöre zur Toleranz, keine Intoleranz im Namen der Toleranz zuzulassen“ und postuliert, dass „ein demokratischer Rechtsstaat, der seine Feinde schützt und diese nicht daran hindert, ein Highjacking der Islam-Diaspora zu betreiben, nicht überleben“ kann.
Der algerische Schriftsteller Boualem Sansal geht in seiner Kritik noch weiter als Bassam Tibi. Er stimmt diesem zwar zu, dass Europa eine Islamisierung droht, sieht jedoch nicht die Möglichkeit, den Islam zu reformieren. Nach seiner Auffassung ist der Islam „nicht reformierbar“ und er kritisiert: „Der Westen will einfach nicht wahrhaben, dass der Islam grenzüberschreitend im Vormarsch ist“. Er analysiert, dass der Islam „unsere Gesellschaft aufsprengen“ werde und sieht sich „als Demokrat“, der „unsere Zivilisation mit großem Bedauern untergehen“ sieht. Er warnt, Frankreich sei bereits „dabei, sich zu islamisieren“ und kritisiert, Deutschland sei „komplett naiv“ und Deutschlands Toleranz werde „ausgenutzt“: „Als die algerischen Islamisten verjagt wurden, haben sie in Deutschland Unterschlupf gefunden, da wurden sie als politische Flüchtlinge anerkannt.“ Er stimmt zwar Bassam Tibi zu, dass nicht alle Muslime Islamisten seien, kritisiert jedoch, dass nach dem Anschlag auf das Satiremagazin Charlie Hebdo mit zwölf Toten die Mehrheit der Muslime Verständnis dafür aufgebracht habe: „Die hatten ja schließlich Gotteslästerung betrieben. Sie sagten, es sei nicht rechtens zu töten, aber schaut, was die gemacht haben…“ Neben diesem Angriff auf freie Rede und Freiheit der Kunst sieht er auch die Terroranschläge am 13. November 2015 in Paris mit 130 Toten und 683 (teilweise schwer) Verletzten, die sich unter anderem gegen den Konzertsaal Bataclan richteten, als Beleg, dass es um einen Angriff auf westliche Kultur und Lebensstil gehe und kritisiert, dass der Westen zu wenig für seinen freien Lebensstil kämpfe: „Für das Wort Freiheit wären wir früher ans andere Ende der Welt gegangen. Heute ist es hohl.“
Nach den Terroranschlägen vom 11. September 2001 in New York und Washington verfasste Abdelwahab Meddeb, ein französischer Autor tunesischer Herkunft, sein Buch La maladie de l’Islam (2002; dt. „Die Krankheit des Islams“) und stellte sich auf die Seite Papst Benedikts XVI. nach dessen Rede an der Regensburger Universität im September 2006.
Der Islamwissenschaftler Abdel-Hakim Ourghi postulierte 2017, dass es falsch sei, den Islam generell abzulehnen, sondern dass nur die Tatsache, wie die Religion gelebt werde ein Problem für Muslime und ihre Mitmenschen sei. Er fordert, Muslime müssten eingestehen, dass sie eine Sinnkrise haben, die aus aktuellen Problemen wie Gewalt in den Familien, Gewalt im Namen des Islams, der Frage zum Tragen eines Kopftuchs etc. herrühre und dass diese Probleme für die nächste Generation gelöst werden müssten. Dazu brauche es den Mut, sich selbst infrage zu stellen. So kritisiert Ourghi, das Kopftuch sei Ausdruck eines politisch-konservativen Islam und männliches Herrschaftssymbol, was in einer „Folklore des Halbwissens“ von vielen ignoriert werde. Stattdessen solle man liberale Musliminnen unterstützen, die das Kopftuch ablehnen würden. Er betont, der nicht-reformierte Islam sei keine Religion des Friedens und gehöre nicht zu Deutschland. Die Schuld daran sieht er auch bei muslimischen Dachverbänden wie Ditib und dem Zentralrat der Muslime, die einen konservativen Islam verbreiten und nicht zu Dialog bereit seien und die damit zu einer Radikalisierung von Muslimen beitragen würden. Ourghi fordert eine Selbstkritik der Muslime, wozu auch gehöre, dass der Koran historisch einzuordnen ist, statt ihn wörtlich auszulegen, dass Kritik am „Propheten“ geübt werden dürfe und dass Nicht-Muslime als gleichwertig angesehen werden müssten. Er betont, dass ein konservativer Islam nicht zu Deutschland gehören könne, sondern dass nur ein liberaler Islam, der mit den westlichen Werten und dem Grundgesetz vereinbar sei, zu Deutschland gehören könne.

### Andere
Der Rabbiner Maimonides lobt einerseits den strikten Monotheismus des Islams, beanstandet allerdings die Ethik, Politik und den wichtigsten Propheten des Islams. In seinem Brief an die jeminitischen Juden bezeichnet er Mohammed als verrückt und kritisiert die mangelnde Tugendhaftigkeit dieses Herrschers, der Juden zum Islam zwang.
In den apologetischen Schriften, die Ibn al-Muqaffaʿ zugeschrieben werden, wird das islamische Gottesbild kritisiert und als ungerechte, tyrannische, unvernünftige und bösartige teuflische Wesenheit beschrieben, die "mit den Menschen in die Schlacht zieht und über seine Siegeszüge prahlt". Zudem würden die anthropomorphen Beschreibungen des Korans, wie das Sitzen auf einem Thron von dem Allah am jüngsten Tag hinabsteigen werde" als für das Göttliche unwürdig erachtet. Schlussfolgernd könne Allah nicht Gott sein.

## Antitheistische Religionskritik
In der vermutlich bereits im Mittelalter verfassten anonymen Schrift De tribus impostoribus werden die drei Religionsstifter der abrahamitischen Religionen, darunter auch der des Islams, als Betrüger bezeichnet. Aus einer skeptizistischen Position heraus werden zahlreiche Grundsätze der Offenbarung wie das Weiterleben nach dem Tod oder die Bestrafung der Sünden verneint. Im Gegensatz zur christlichen Apologetik richtete sich der Vorwurf des Betrugs nicht nur gegen den Islam, sondern auch das Judentum und Christentum wurden angegriffen.
Der Religionskritiker Christopher Hitchens wendet sich nicht nur gegen den Islamismus, sondern betrachtet den Islam insgesamt äußerst kritisch. So handele es sich um keine Religion aus einem Guss, denn die Überlieferungsgeschichte des Koran sei genauso brüchig wie die der Hadithe, der mündlichen Tradierung von Aussprüchen und Taten Mohammeds. Hitchens meint sogar, der Islam sei „nicht viel mehr als ein ziemlich offensichtliches und schlecht strukturiertes Sammelsurium von Plagiaten, das sich bei früheren heiligen Werken und Traditionen bediente, je nachdem, wie die Lage es gerade zu verlangen schien“. Der Islam sei daher in seinen Ursprüngen ebenso diffus und ungenau wie jene Quellen, aus denen er schöpfe. Er beanspruche ungeheuer viel für sich selbst und verlange von seinen Anhängern als Maxime hingebungsvolle Demut und rückhaltlose „Unterwerfung“, während er von den Nichtgläubigen Respekt und Achtung fordere. Seine Lehre enthalte aber nach Hitchens’ Ansicht nichts, was diesen Anspruch rechtfertigen könne.
Zu weiteren „neuen atheistischen“ Islamkritikern gehört der französische Philosoph Michel Onfray, der vom Aufstieg eines „muslimischen Faschismus“ nach der Islamischen Revolution im Iran spricht und den Islam als „strukturell archaisch“ bezeichnet. Der ebenfalls für seine antireligiösen Positionen bekannte Autor und Neurowissenschaftler Sam Harris stellt die Lehren des Islams „auf das gleiche Regal wie Batman, den Stein der Weisen und Einhörner“. Harris schließt sich Samuel P. Huntingtons Thesen an und behauptet: „Wir sind im Krieg mit dem Islam.“

## Kritik von säkularen Muslimen und Ex-Muslimen
Vor der Islamischen Revolution hatten im Iran Ahmad Kasravi und Ali Daschti zahlreiche kritische Artikel und Bücher vor allem gegen die schiitische Ausprägung des Islams publiziert.
Der ägyptische Islamkritiker Faradsch Fauda wurde im Jahr 1992 von einem Angehörigen der Gruppe al-Dschamāʿa al-islāmiyya ermordet.
Hamed Abdel-Samad bezeichnete im Mai 2013 während eines Vortrages in Kairo den Islamismus als eine Form des Faschismus („islamischer Faschismus“). Für ihn ist Islamismus kein Missbrauch des Islam, sondern die „konsequente politische Umsetzung des Islam“. Seiner Meinung nach ist das Faschistoide bereits im Koran angelegt, der zwischen Gläubigen und Ungläubigen unterscheide und Ungläubige „verflucht, dämonisiert und ihre Existenzberechtigung auch somit in Frage stellt“. Dies reduziere seiner Meinung die Schwelle zur Gewalt gegen Nichtgläubige und ermächtige manche, Ungläubige zu töten, da Gott dazu aufrufe „Ungläubige zu töten, wo auch immer man sie findet“ und im Koran zweimal zur Enthauptung von Ungläubigen aufgerufen werde. Abdel-Samad geht noch weiter und bezeichnet Mohammed als „Massenmörder“, der seine Religion mit Gewalt durchgesetzt habe und dass der Islam unreformierbar sei; dabei weist er zwar darauf hin, dass die meisten Muslime friedlich seien, seiner Meinung nach jedoch nicht, weil sie Muslime seien, sondern obwohl sie Muslime seien.
Der Politologe und Schriftsteller wurde aufgrund seiner Kritik wiederholte Male mit dem Tod bedroht. Die Morddrohung des Salafisten-Scheichs Assem Abdel-Maged wurde im ägyptischen Fernsehen übertragen: „Er muss getötet werden, und seine Reue wird nicht akzeptiert“. Seit Jahren kritisiert Abdel-Samad die Politiker, die aus Angst oder aus politischem und wirtschaftlichem Kalkül eine Appeasement-Politik gegenüber dem Islam betrieben, während die Ängste der eigenen Bevölkerung vor dem Islam aus der politischen Debatte ausgeblendet würden. Dieses Verhalten schlage in der deutschen Bevölkerung in Ressentiments um.

### „Manifest der 12“ & „St. Petersburg Declaration“
Am 1. März 2006 wurde als Reaktion auf die Kontroverse um die Mohammed-Karikaturen von zwölf überwiegend aus dem islamischen Kulturkreis stammenden Intellektuellen (darunter Salman Rushdie, Chahla Chafiq und Mehdi Mozaffari) in der französischen Satirezeitschrift Charlie Hebdo das „Manifest der 12“ veröffentlicht, das sich gegen den politischen Islam als „neue weltweite totalitäre Bedrohung“ richtet. Sie rufen damit zum Widerstand gegen den religiösen Totalitarismus und zur Förderung der Freiheit, Gleichheit und des Laizismus auf.
Als Beginn eines „neuen Zeitalters der Aufklärung für den Islam“ verstand sich am 4. und 5. März 2007 in St. Petersburg (Florida) eine Konferenz islamkritischer Muslime aus verschiedenen islamischen und westlichen Ländern, die sich mit den säkularen Interpretationen des Islams, der Notwendigkeit einer innerkoranischen Kritik, mit dem Stand der Meinungsfreiheit in muslimischen Gesellschaften und mit Fragen der Erziehungsreform beschäftigte. Initiatoren waren u. a. ehemalige und andersdenkende Muslime wie Ayaan Hirsi Ali, Irshad Manji und Ibn Warraq. Zum Abschluss der Konferenz wurde die „St. Petersburg Declaration“ verabschiedet, in der unter anderem die Trennung von Staat und Religion, die Einhaltung der universellen Menschenrechte, die Abschaffung der Scharia und aller islamischer Tötungsstrafen und körperlicher Verstümmelungspraktiken sowie die völlige Gleichberechtigung der Frau im Islam und in den islamischen Ländern gefordert werden.

## Abgrenzung gegenüber ähnlichen Begriffen
Die Begriffe Islamkritik, Islamfeindlichkeit, Islamophobie oder Muslimenfeindlichkeit werden im öffentlichen Diskurs häufig vermischt. Armin Pfahl-Traughber verweist darauf, dass einerseits Islamkritiker als Islamfeinde diffamiert werden, und sich andererseits tatsächliche Muslimenfeinde selbst als Islamkritiker darstellen. Mitunter „deuten Muslime alle Kritik als Ausdruck von Fremdenfeindlichkeit und Rassismus“, wohingegen manche Islamkritiker „die bedenkliche Schlagseite ihrer Argumentation“ ignorieren. Der Begriff Islamophobie sei „von seiner Wortbedeutung her nur für Auffassungen sinnvoll, die in einer ausgeprägten Angst vor dem Islam als subjektiver Einstellung bestehen“. Islamfeindlichkeit stehe demgegenüber „für eine ausgeprägte, fundamentale und unbedingte Ablehnung des Islam als Religion und dessen pauschale Deutung als gefährlich, unmoralisch und verwerflich“. Dagegen stehe Muslimenfeindlichkeit für eine Ablehnung und Diskriminierung von Einzelnen oder Gruppen primär aufgrund deren Glaubens.

## Kritik des Politischen Islam
Mit fortschreitender Differenziertheit des Diskurses etablierte sich neben einer als Religionskritik verstandenen Islamkritik eine teils davon unabhängige, teils damit argumentativ verknüpfte Kritik des Politischen Islam. Verstanden wird darunter insbesondere die Kritik der extremistischen Formen des Islam. Ausgehend von definitorischen Anfängen in den 1960er Jahren und einem Ringen um die passenden Begriffe etwa in den 1990er Jahren gewann diese Form der Islamkritik insbesondere in Deutschland, Österreich und der Schweiz seit Mitte der 2010er Jahre zunehmende Beachtung in der öffentlichen Diskussion sowohl bei liberalen Muslimen wie in der politischen Mitte der Parteienlandschaft. Sie gilt dort derzeit als konstruktiver Ansatz zur Überwindung von Integrationshemmnissen der postmigrantischen Gesellschaft. In der gesellschaftspolitischen Perspektivierung setzt dieser Ansatz um des gesellschaftlichen Friedens willen insbesondere darauf, den liberalen islamischen Kräften in diesen Ländern und Europa mehr Raum zur Entfaltung zu geben.

## Reaktionen auf Islamkritik

### Reaktionen von muslimischer Seite
Liberale Muslime erkennen an, dass Terroranschläge „durch Positionen innerhalb der islamischen Theologie legitimiert werden. Ein Islamverständnis, das Inhalte vermittelt, die die Radikalisierung begünstigt, ist leider Teil des Problems.“ Ahmad Mansour, Sprecher des Muslimischen Forums Deutschland, sagt: „Viele Aspekte der islamistischen Ideologien knüpfen an Grundlagen an, die ein verbreitetes, wenn auch nicht als radikal auffälliges Verständnis des Islam bereits geschaffen hat. […] Worum es mir und anderen reformistisch denkenden Muslimen geht, das sind tradierte Inhalte, ein veraltetes Islamverständnis, das mit der Welt der Gegenwart nicht vereinbar ist. Da aber dieses unaufgeklärte Islamverständnis noch immer sehr weit verbreitet ist, müssen wir Muslime über diese Inhalte endlich offen sprechen.“
Aiman Mazyek, Vorsitzender des Zentralrates der Muslime in Deutschland, erwidert auf Kritik: „Wir gehen immer von der Prämisse aus, Islam ist Integrationshindernis, Islam ist ein Problem. Und ich will weg davon und ich sage, der Islam ist nicht ein Hindernis, sondern ist Teil der Lösung. Und diese Diskussion, die wir bisher haben, dieser Misstrauensdiskurs führt letztendlich dazu, dass man immer wieder zu den falschen Schlussfolgerungen kommt, dass man ihn als ein Problem sieht und nicht ihn als Teil der Lösung.“
In der nominell laizistischen Republik Türkei hat sich der Journalist und Schriftsteller Mustafa Akyol am 16. September 2006 in der türkischen Tageszeitung Referans nach der umstrittenen Regensburger Rede von Benedikt XVI. auf dessen Seite gestellt und die Ansicht vertreten, dass sich in der islamischen Welt niemand mit den negativen Realitäten des Dschihads und der Gewaltbereitschaft vieler Muslime auseinandersetzen würde.
Die liberale Muslima und Islamwissenschaftlerin Lamya Kaddor kritisierte in der Sendung Wort zum Freitag, dass Islamkritiker wie Henryk Broder, Necla Kelek oder Seyran Ateş nur „drauf hauen“ würden und teilweise auch persönliche Traumata hätten. Sie dürften nicht aus persönlichen Erfahrungen Rückschlüsse auf den Islam ziehen. Dies sei unfair und unsachlich und es gehe dabei nicht um das Thema an sich, sondern um ihre persönlichen Biografien. Andere wie Thomas Steinfeld trügen dagegen zur Versachlichung bei.

### Reaktionen von nichtmuslimischer Seite
Die Breite des politischen und gesellschaftlichen Diskurses hat zur Folge, dass Inhalt und Begrifflichkeit der Islamkritik Gegenstand heftiger politischer und wissenschaftlicher Kontroversen sind.
So argumentiert der Islamwissenschaftler Thomas Bauer aufgrund seiner Kenntnisse des klassischen Islams, dass die Formen des Islams, die uns heute begegnen, durch die Begegnung mit Europa bereits „verwestlicht“ sind, gleichgültig ob es sich um Reformislam oder um Fundamentalismus handelt. Im Unterschied zu dem extrem ambiguitätstoleranten klassischen Islam, der aufgrund seiner raschen Expansion mit zahlreichen religiösen Minderheiten der eroberten Regionen koexistieren musste, war die westliche Welt Bauer zufolge bis zur Mitte des zwanzigsten Jahrhunderts durch eine hohe Ambiguitätsintoleranz gekennzeichnet, d. h. durch die Fixierung auf eine jeweils einzige, universelle Gültigkeit beanspruchende Wahrheit. Die islamische Kultur modernisierte sich, indem sie ihrerseits eine Ambiguitätsintoleranz entwickelte, also dem Westen eine eigene islamische Wahrheit entgegenhielt. Diese sei aber nach westlichem Vorbild konstruiert und verdränge die Pluralität der Wahrheitskonzepte, die die islamische Welt früher ausmachte. Das belegt Bauer beispielhaft anhand der heutigen Homosexuellenfeindlichkeit in der islamischen Welt, die weniger „islamisch“ als „viktorianisch“ sei. Tausende Verse populärster klassischer Liebeslyrik auf schöne Jünglinge belegten dies eindrucksvoll.
Vorwiegend von Seiten Linker im Westen wird eine Ideologisierung und Vereinnahmung der Islamkritik durch Rechtskonservative, Rechtsextreme und Neue Rechte sowie der Missbrauch der Islamkritik als propagandistischer Kampfbegriff kritisiert. Wichtige und richtige Kritik am Islam werde mit rassistischer Propaganda vermischt und diene so dem Transport rechtsextremistischen Gedankengutes sowie der Diffamierung von Muslimen im Allgemeinen.
Der Kritiker des Moscheeneubaus in Köln-Ehrenfeld Ralph Giordano verbat sich eine Vereinnahmung dieses Widerstandes durch die Bürgerbewegung Pro Köln, die er als „lokale zeitgenössische Variante des Nationalsozialismus“ bezeichnete.
Arzu Toker und Mina Ahadi vom Zentralrat der Ex-Muslime distanzierten sich in einem Interview des Humanistischen Pressedienstes von "Rechtsausleger[n] wie Udo Ulfkotte". Sie verwahren sich gegen jeglichen Fundamentalismus – sowohl im Islam als auch im Christentum – und sprechen sich stattdessen für die Werte des Humanismus aus.
Die oftmals fehlende Unterscheidung zwischen dem Islam und seiner extremen wie modernen Erscheinungsform, dem Islamismus, führe zu einer Verwechslung zwischen seriöser Islamkritik und Antiislamismus. Dabei würden Muslime pauschal mit Extremismus und Terrorismus in Verbindung gebracht, sie würden kollektiv in Sippenhaft genommen und so zum Feindbild stilisiert.
Aus ähnlicher Motivation heraus werde oftmals Kritik an archaischen Riten und Bräuchen aus vorislamischer Zeit, z. B. die Beschneidung weiblicher Genitalien oder Mord an Familienangehörigen aufgrund narzisstischer Kränkung bzw. einer vermeintlichen Ehrverletzung (Ehrenmord) unter dem Begriff Islamkritik subsumiert, obwohl der ursächliche Zusammenhang fehlt oder der kritisierte Sachverhalt kein genuin islamisches Phänomen ist.
Patrick Bahners beanstandet den Umgang vieler Islamkritiker mit an ihnen geübter Kritik mit folgenden Worten: „Typisch für die deutsche Islamdebatte ist, dass Kritik an der Islamkritik als Versuch denunziert wird, die Debatte zu unterbinden. Wissenschaftler und Journalisten, die auf das schablonenhafte Weltbild und die fingierte Empirie in den volkstümlichen Berichten aus dem Inneren des muslimischen Lebens aufmerksam machen, kennen das Spiel seit Jahren: Ihnen wird vorgeworfen, sie wollten Aufklärern einen Maulkorb verpassen und tapfere Frauen mundtot machen.“
Zum Vorwurf der Muslimen angeblich gebotenen Täuschungsmethoden im Zuge der Taqīya stellt Bahners fest, dass früher auch die Jesuiten von ihren Kritikern mit ähnlichen Beschuldigungen konfrontiert wurden und die Islamkritik „das Klischee des verschlagenen Orientalen“ bediene. Weiter schreibt er dazu: „Der Befund, dass die meisten Muslime in westlichen Staaten friedlich leben und auf Anpassung bedacht sind, wird umgebogen zum Indiz des Gegenteils. Im islamkritischen Internet werden alle Äußerungen von Muslimen, die keine Aufrufe zum Dschihad sind, als Taquiya etikettiert.“
Der häufig anzutreffende Vorwurf einer „schleichenden Islamisierung“ wird mit Verschwörungstheorien wie der sogenannten jüdischen Weltverschwörung oder der kommunistischen Unterwanderung verglichen, die sich nahtlos in das von Rechtsextremen propagierte politische Konzept der Überfremdung einfügen würden.
Hannes Schwenger kritisiert, dass dem Islam immer wieder eine Verschwörung zur politischen Machtübernahme unterstellt wird, und fühlt sich an die „Protokolle der Weisen von Zion“ erinnert.
Die Kritik an der Praxis des Schächtens und der Beschneidung betrifft das Judentum ebenso wie den Islam und erscheint vielfach als Erweiterung oder bloße Adaption antisemitischer Agitation. Der in Toronto lebende und häufig in Deutschland publizierende Soziologieprofessor Y. Michal Bodemann meint in diesem Zusammenhang, dass seit dem 11. September immer mehr „reformulierte Antisemitismen“ gegen Migranten in Gebrauch gebracht werden.
In einem offenen Brief des „Jüdischen Kulturvereins Berlin e. V.“ vom 19. November 2004 heißt es:

„Zunehmend scheinen Antisemitismus und Islamophobie zwei Seiten jener Medaille zu sein, in die stereotypes Handeln und neues Unverständnis mit großen Lettern eingraviert sind.“

Der deutsch-israelische Schriftsteller Chaim Noll bezeichnete es als „Menschenrecht, jedes uns berührende Phänomen kritisch zu reflektieren. […] Islam-Kritik ist notwendig zum Erhalt der geistigen Freiheit in Europa.“

### Reaktionen aus diskurstheoretischer Sicht
Im Kontext der Sarrazin-Debatte konstatiert Jürgen Link, dass unter den drei monotheistischen Religionen der Islam „die einzige [sei], die praktisch auf Länder der Dritten bis Fünften Normalitätsklasse beschränkt [sei] und also für deren as-sociative und kulturelle Energie eine historisch gegebene Katalysatorrolle und die eines diskursiven Mediums [spiele]. Doch nicht weniger als andere Religionen hat sich auch der Islam historisch pluralisiert und pluralisiert sich weiter. Unter modernen Bedingungen tendiert er ebenso wie andere Religionen zur Entdogmatisierung (wozu es zudem mittelalterliche Präzedenzen gibt).“
„Eines der Haupthindernisse für Pluralisierung, Toleranz und Entdogmatisierung des Islam“ ist aus der Perspektive des Diskursanalytikers nicht etwas dem Islam Inhärentes, sondern „der militante und militärische Interventionismus westlicher Mächte unter dem Vorwand der ‚Aufklärung‘. Dieser Interventionismus mit seinen gezielten und ungezielten Tötungen mit Raketen-, Flieger- und Drohnenbomben, mit seiner Auslöschung ganzer Dörfer auf anonyme Denunziation der Anwesenheit von ‚Aufständischen‘ hin, worin die andere, nämlich militärische Bedeutung von ‚Aufklärung‘ herrscht, gibt der kleinen Minderheit von ‚Djihadisten‘ den besten Vorwand für ihren Brutalismus.“ Diese Argumentation vernachlässigt jedoch einerseits das auch vor westlichen Interventionen in muslimischen Staaten bestehende religiös motivierte Konfliktpotential und bekräftigt andererseits die unter Muslimen verbreitete, aber empirisch kaum belegbare Empfindung des Islams als Religion in der Defensive (siehe dazu auch den Weltverfolgungsindex), die ungerechtfertigten Angriffen von außen ausgesetzt sei und sich zu wehren habe, was u. a. von Slavoj Žižek lediglich als weiterer Nährboden für muslimische Ressentiments gegen westliche Werte identifiziert wurde.

### Zur Islamkritik als solcher
- Mathias Rohe: Der Islam in Deutschland. Eine Bestandsaufnahme. München (Beck) 2016 (vor allem Teil 7, Kapitel III)
- Alfred Schlicht: Gehört der Islam zu Deutschland? Anmerkungen zu einem schwierigen Verhältnis. Orell&Füssli, Zürich 2017 (vor allem Kapitel 6)

### Islamkritik von Muslimen
- Mohammed Arkoun: Pour une critique de la Raison islamique. 1984.
- Seyran Ateş: Der Islam braucht eine sexuelle Revolution. Eine Streitschrift. Ullstein Verlag, Berlin, 2009, ISBN 978-3-550-08758-5.
- Güner Yasemin Balcı: Arabboy – Eine Jugend in Deutschland oder das kurze Leben des Rashid A. 2. Auflage, Fischer, Frankfurt am Main 2008, ISBN 978-3-10-004813-4.
- Güner Yasemin Balcı: ArabQueen oder der Geschmack der Freiheit. Fischer, Frankfurt am Main 2010, ISBN 978-3-10-004814-1.
- Güner Yasemin Balcı: Aliyahs Flucht: oder Die gefährliche Reise in ein neues Leben. 1. Auflage, Fischer, Frankfurt am Main 2014, ISBN 978-3-10-004816-5.
- Ali Daschti: 23 Jahre – Die Karriere des Propheten Muhammad, Alibri Verlag, Aschaffenburg 2003, ISBN 978-3-932710-80-3.
- Mouhanad Khorchide: Scharia – der missverstandene Gott. Der Weg zu einer modernen islamischen Ethik. 2013, ISBN 978-3-451-30911-3
- Ahmad Mansour: Generation Allah. Warum wir im Kampf gegen religiösen Extremismus umdenken müssen. S. Fischer Verlag, Frankfurt 2015, ISBN 978-3-10-002446-6.
- Ahmad Mansour: Operation Allah. Wie der politische Islam unsere Demokratie unterwandern will. S. Fischer Verlag, Frankfurt am Main 2022, ISBN 978-3-10-397133-0.
- Abdelwahab Meddeb: Die Krankheit des Islam. 2002, ISBN 3-88423-201-0.
- Abdel-Hakim Ourghi: Reform des Islam: 40 Thesen. Claudius-Verlag – Evangelischer Presseverband für Bayern, München 2017, ISBN 3-532-62802-3.
- Abdel-Hakim Ourghi: Ihr müsst kein Kopftuch tragen!: Aufklären statt Verschleiern. Claudius Verlag, München 2018, ISBN 978-3-532-62821-8.
- Yaşar Nuri Öztürk: Der verfälschte Islam. Eine Kritik der Geschichte islamischen Denkens. 2007, ISBN 3-89978-062-0 (deutsche Kurzfassung des türkischen Originals).
- Fazlur Rahman: Revival and Reform in Islam. 1999.
- Bassam Tibi: Der neue Totalitarismus. „Heiliger Krieg“ und westliche Sicherheit, Primus Verlag, Darmstadt 2004, ISBN 3-89678-494-3.
- Nasr Hamid Abu Zaid: Gottes Menschenwort. Für ein humanistisches Verständnis des Koran. 2008, ISBN 978-3-451-29972-8.

### Islamkritik von nicht-muslimischen und säkularen Autoren
- Hamed Abdel-Samad: Der islamische Faschismus. Eine Analyse. Droemer Verlag, 2014, ISBN 978-3-426-27627-3.
- Hamed Abdel-Samad: Mohamed. Eine Abrechnung. Droemer, 2015, ISBN 978-3-426-27640-2.
- Ayaan Hirsi Ali: Reformiert euch! Warum der Islam sich ändern muss. Knaus, München 2015, ISBN 978-3-8135-0692-1.
- Jean-Claude Barreau: Die unerbittlichen Erlöser. Vom Kampf des Islam gegen die moderne Welt, Rowohlt Verlag, Reinbek bei Hamburg 1992, ISBN 3-498-00567-7.
- Henryk M. Broder: Hurra, wir kapitulieren! Von der Lust am Einknicken. (Schriftenreihe der Bundeszentrale für Politische Bildung; 616). Bundeszentrale für politische Bildung, Bonn 2007, ISBN 978-3-89331-765-3.
- Dan Diner: Versiegelte Zeit: Über den Stillstand in der islamischen Welt, Propyläen Verlag, Berlin 2005, ISBN 3-549-07244-9.
- Mark A. Gabriel: Islam und Terrorismus, Lake Mary/Florida, Resch, 2004, ISBN 3-935197-39-X.
- Jaya Gopal: Gabriels Einflüsterungen – Eine historisch-kritische Bestandsaufnahme des Islam, 3. Auflage, Ahriman-Verlag, Freiburg im Breisgau 2008, ISBN 978-3-89484-601-5.
- Ahmad Kasravi: Shi'igari (شيعيگرى). Erhältlich in der englischen Übersetzung von M. R. Ghanoonparvar unter: On Islam and Shi'Ism, Mazda Pub, 1990, ISBN 0-939214-39-3.
- Necla Kelek: Die unheilige Familie. Wie die islamische Tradition Frauen und Kinder entrechtet. Droemer, München 2019, ISBN 978-3-426-27812-3.
- Hartmut Krauss: Der Islam als grund- und menschenrechtswidrige Weltanschauung. Ein analytischer Leitfaden. Hintergrund-Verlag, Osnabrück 2013, ISBN 978-3-00-040794-9.
- Matthias Küntzel: Djihad und Judenhaß. Über den neuen antijüdischen Krieg Ça ira Verlag, Freiburg 2002, ISBN 3-924627-07-X.
- Günter Lüling: Kritisch-exegetische Untersuchung des Qur'antextes, Erlangen 1970 (Inaugural-Dissertation)
- Tilman Nagel: Machtausübung und private Gewalt im Islam, in: Die Neue Ordnung, Ausgabe 2/07, 61. Jahrgang, www.die-neue-ordnung.de
- Zana Ramadani: Die verschleierte Gefahr. Die Macht der muslimischen Mütter und der Toleranzwahn der Deutschen. Europa Verlag, München 2017, ISBN 978-3-95890-077-6.
- Boualem Sansal: Allahs Narren. Wie der Islamismus die Welt erobert. Übersetzt von Regina Keil-Sagawe. Merlin Verlag, Gifkendorf 2013, ISBN 978-3-87536-309-8.
- Thorsten Gerald Schneiders (Hrsg.): Islamverherrlichung: Wenn die Kritik zum Tabu wird . VS Verlag, Wiesbaden 2010, ISBN 978-3-531-16258-4.
- Constantin Schreiber: Inside Islam. Was in Deutschlands Moscheen gepredigt wird. Econ, Berlin 2017, ISBN 978-3-430-20218-3.
- Constantin Schreiber: Kinder des Koran. Was muslimische Schüler lernen. Econ, Berlin 2019, ISBN 978-3-430-20250-3.
- Susanne Schröter: Politischer Islam. Stresstest für Deutschland. Gütersloher Verlagshaus, Gütersloh 2019, ISBN 978-3-579-08299-8.
- Ibn Warraq, Taslima Nasreen: Warum ich kein Muslim bin. Matthes & Seitz, Berlin 2004, ISBN 978-3-88221-838-1.

### Kritik an der Islamkritik
- Patrick Bahners: Die Panikmacher: Die deutsche Angst vor dem Islam. Eine Streitschrift. C. H. Beck Verlag, München 2011, ISBN 978-3-406-61645-7.
- Wolfgang Benz: Antisemitismus und „Islamkritik“. Bilanz und Perspektive. Metropol Verlag, Berlin 2011, ISBN 978-3-86331-012-7.
- Jürgen Link: Goethe, der Islam und die deutsche Leitkultur sowie Sarrazins Deutschland. In: kultuRRevolution. Nr. 60, 2011
- Michael Lüders Allahs langer Schatten. Warum wir keine Angst vor dem Islam haben müssen. Herder, Freiburg 2007, ISBN 3-451-29664-0.
- Sanna Plieschnegger: Islamkritik aus den eigenen Reihen, Hamed Abdel-Samad und Necla Kelek im Vergleich (= Anwendungsorientierte Religionswissenschaft, Beiträge zu gesellschaftlichen und politischen Fragestellungen. Band 5). Tectum Verlag, Marburg 2013, ISBN 978-3-8288-3212-1.
- Birgit Rommelspacher: Ungebrochene Selbstidealisierung. In: die tageszeitung, 18. Januar 2010.
- Sabine Schiffer Die Darstellung des Islams in der Presse. Sprache, Bilder, Suggestionen. Eine Auswahl von Techniken und Beispielen (= Bibliotheca academica, Reihe Orientalistik, Band 10). Ergon-Verlag, Würzburg 2005, ISBN 3-89913-421-4 (zugleich Dissertation, Universität Erlangen-Nürnberg 2004).
- Sabine Schiffer mit Constantin Wagner: Antisemitismus und Islamophobie. Ein Vergleich (= „Bücher, die unsere Weltsicht verändern“, Band 2). HWK Verlag, Wassertrüdingen 2009, ISBN 978-3-937245-05-8 (Rezensionsnotiz bei Perlentaucher). Neuauflage 2021, ISBN 978-3-86489-353-7, Westendverlag.
- Thorsten Gerald Schneiders (Hrsg.): Verhärtete Fronten: Der schwere Weg zu einer vernünftigen Islamkritik. Springer VS, Wiesbaden 2012, ISBN 978-3-531-94220-9.
- Hilal Sezgin (Hrsg.): Manifest der Vielen: Deutschland erfindet sich neu. Blumenbar Verlag, Berlin 2011, ISBN 978-3-936738-74-2. Rezension (Memento vom 15. Oktober 2011 im Internet Archive).
- Yasemin Shooman"… weil ihre Kultur so ist" – Narrative des antimuslimischen Rassismus, Transcript Verlag, Bielefeld 2014, ISBN 978-3-8376-2866-1.
- Yasemin Shooman, Iman Attia, Alexander Häusler: Antimuslimischer Rassismus am rechten Rand, Unrast Verlag, Münster 2014, ISBN 978-3-89771-128-0.
- Kay Sokolowsky: Rassismus im Gewand der Islamkritik. In: Qantara.de, 6. November 2009.
- Monika und Udo Tworuschka: Der Islam: Feind oder Freund? 38 Thesen gegen eine Hysterie. Kreuz Verlag, Freiburg i. Br. 2019, ISBN 978-3-946905-69-1